# Flavio Roma
Flavio Roma (Roma, 21 giugno 1974) è un allenatore di calcio ed ex calciatore italiano, di ruolo portiere.

## Caratteristiche tecniche
Secondo un parere di Giovanni Galli, Roma era in possesso di ottime doti tecniche, fisiche e caratteriali; il suo stile di gioco era piuttosto simile a quello di Francesco Toldo, suo contemporaneo.

## Carriera

### Club

#### Primi anni
Roma cresce nel vivaio della Lazio, nella stagione 1993-1994 viene ceduto in prestito al Mantova in Serie C1, dove è il secondo di Oriano Boschin. Successivamente torna alla Lazio dove vince lo scudetto primavera, con la squadra allenata da Mimmo Caso, ma non riesce a debuttare con la prima squadra.
Nella stagione 1995-1996 viene portato in Serie B al Venezia dal direttore sportivo Beppe Marotta, collezionando a soli diciannove anni sette presenze in B. Nella stagione successiva il Fiorenzuola lo porta in Valdarda. Roma debutta con i piacentini nella partita giocata contro la SPAL a Ferrara nella quale para un rigore a Roberto Putelli, risultando decisivo per lo 0-0 finale. Nonostante l'ottimo inizio, la stagione di Roma non è molto fortunata e a novembre il portiere perde il posto di titolare a favore del più esperto Paolo Fabbri.
Nel 1997-1998 torna in Serie B al Foggia, con cui gioca per la prima volta da titolare, e l'anno successivo viene ceduto in comproprietà al Chievo, sempre in cadetteria.

#### Piacenza
Nella stagione 1999-2000 arriva al Piacenza in Serie A insieme a Stefano Morrone nell'ambito dell'affare che porta Simone Inzaghi alla Lazio.
Il 29 agosto 1999 fa il suo debutto in Serie A nella partita contro la Roma terminata con il risultato di 1-1. Dopo la retrocessione, Roma resta a Piacenza anche nella stagione successiva, culminata, anche grazie al suo contributo, con la promozione in Serie A.

#### Monaco
Nell'estate del 2001 passa al Monaco, in Ligue 1. A Monaco si afferma subito come titolare davanti a Tony Sylva e Stéphane Porato e termina la sua prima stagione con 21 partite giocate. L'anno successivo disputa 28 partite, che sarebbero potute essere di più senza un infortunio alla spalla, vince la Coppa di Lega francese e termina al secondo posto in campionato.
La stagione successiva su 38 giornate di campionato salta solo 4 partite e i monegaschi terminano al terzo posto, invece in Champions League gioca 12 delle 13 partite, tra cui la finale all'Arena AufSchalke di Gelsenkirchen persa 3-0 contro il Porto di José Mourinho.
Nella stagione 2004-2005 gioca 34 partite in campionato e 10 in Champions League e in quella 2005-2006 rimane vittima di alcuni infortuni che gli permettono di giocare solo 15 partite di campionato, 1 in Champions League e 1 in Coppa UEFA. Successivamente disputa ancora due stagioni da titolare prima di perdere il posto nella stagione 2008-2009, nella quale gioca solo 4 partite in campionato.

#### Milan
Il 12 agosto 2009, a seguito della rescissione del contratto di Željko Kalac, viene acquistato a titolo definitivo dal Milan. Nella sua prima stagione in rossonero non ha disputato alcuna partita ufficiale: l'esordio col Milan è arrivato il 20 gennaio 2011 nella vittoria per 3-0 negli ottavi di finale di Coppa Italia contro il Bari.
Il 7 maggio 2011 festeggia il suo primo scudetto con i rossoneri a due giornate dal termine del campionato grazie allo 0-0 contro la Roma.
Esordisce in Serie A con la maglia del Milan il 22 maggio 2011 durante la partita Udinese-Milan, ultima gara del campionato, subentrando a Marco Amelia. Il 6 agosto 2011 vince la Supercoppa italiana battendo l'Inter a Pechino per 2-1.

#### Ritorno al Monaco
Una volta scaduto il suo contratto con il Milan, il 2 agosto 2012 torna al Monaco dell'allenatore Claudio Ranieri. Ritorna in campo per il secondo tempo della 38ª ed ultima giornata di Ligue 2, ricevendo la fascia di capitano da Andreas Wolf. Dopo la stagione 2013-2014, in scadenza di contratto, decide di ritirarsi.

### Nazionale
Ha esordito con la nazionale italiana il 30 marzo 2005, a 30 anni, nella partita amichevole Italia-Islanda (0-0) disputata allo Stadio Euganeo di Padova. In maglia azzurra conta 8 convocazioni (7 sotto la gestione di Marcello Lippi e una sotto la gestione di Roberto Donadoni) e 3 presenze.

### Allenatore
Dal novembre 2017 a giugno 2020 ricopre il ruolo di Collaboratore dei Portieri per le giovanili del Monaco.
Dopo aver concluso l’esperienza nella squadra francese, va a ricoprire il ruolo di allenatore dei portieri del Milan, andando così ad affiancare gli altri due preparatori, Gigi Ragno ed Emiliano Betti.

## Statistiche

### Presenze e reti nei club
| Stagione        | Squadra         | Campionato      | Campionato | Campionato | Coppe nazionali | Coppe nazionali | Coppe nazionali | Coppe continentali | Coppe continentali | Coppe continentali | Altre coppe | Altre coppe | Altre coppe | Totale | Totale |
| Stagione        | Squadra         | Comp            | Pres       | Reti       | Comp            | Pres            | Reti            | Comp               | Pres               | Reti               | Comp        | Pres        | Reti        | Pres   | Reti   |
| --------------- | --------------- | --------------- | ---------- | ---------- | --------------- | --------------- | --------------- | ------------------ | ------------------ | ------------------ | ----------- | ----------- | ----------- | ------ | ------ |
| 1992-1993       | Lazio           | A               | 0          | 0          | CI              | 0               | 0               | -                  | -                  | -                  | -           | -           | -           | 0      | 0      |
| 1993-1994       | Mantova         | C1              | 3          | -2         | -               | -               | -               | -                  | -                  | -                  | -           | -           | -           | 3      | -2     |
| 1994-1995       | Lazio           | A               | 0          | 0          | CI              | 0               | 0               | CU                 | 0                  | 0                  | -           | -           | -           | 0      | 0      |
| Totale Lazio    | Totale Lazio    | Totale Lazio    | 0          | 0          |                 | 0               | 0               |                    | 0                  | 0                  |             | -           | -           | 0      | 0      |
| 1995-1996       | Venezia         | B               | 7          | -10        | CI              | 1               | -1              | -                  | -                  | -                  | -           | -           | -           | 8      | -11    |
| 1996-1997       | Fiorenzuola     | C1              | 19         | -26        | CI-C            | ?               | -?              | -                  | -                  | -                  | -           | -           | -           | 19+    | -26+   |
| 1997-1998       | Foggia          | B               | 36         | -51        | CI              | 4               | -5              | -                  | -                  | -                  | -           | -           | -           | 40     | -56    |
| 1998-1999       | Chievo          | B               | 30         | -29        | CI              | 4               | -5              | -                  | -                  | -                  | -           | -           | -           | 34     | -34    |
| 1999-2000       | Piacenza        | A               | 32         | -42        | CI              | 4               | -3              | -                  | -                  | -                  | -           | -           | -           | 36     | -45    |
| 2000-2001       | Piacenza        | B               | 38         | -26        | CI              | 7               | -7              | -                  | -                  | -                  | -           | -           | -           | 45     | -33    |
| Totale Piacenza | Totale Piacenza | Totale Piacenza | 70         | -68        |                 | 11              | -10             |                    | -                  | -                  |             | -           | -           | 81     | -78    |
| 2001-2002       | Monaco          | D1              | 21         | -21        | CF+CdL          | 1+2             | -2 + -2         | -                  | -                  | -                  | -           | -           | -           | 24     | -25    |
| 2002-2003       | Monaco          | L1              | 28         | -24        | CF+CdL          | 0+4             | -1              | -                  | -                  | -                  | -           | -           | -           | 32     | -25    |
| 2003-2004       | Monaco          | L1              | 34         | -27        | CF+CdL          | 3+0             | -1              | UCL                | 12                 | -19                | -           | -           | -           | 49     | -47    |
| 2004-2005       | Monaco          | L1              | 34         | -33        | CF+CdL          | 4+1             | -3 + 0          | UCL                | 10                 | -7                 | -           | -           | -           | 49     | -43    |
| 2005-2006       | Monaco          | L1              | 15         | -17        | CF+CdL          | 0+0             | 0               | UCL+CU             | 1+1                | -1 + -1            | -           | -           | -           | 17     | -19    |
| 2006-2007       | Monaco          | L1              | 38         | -38        | CF+CdL          | 0+2             | 0               | -                  | -                  | -                  | -           | -           | -           | 40     | -38    |
| 2007-2008       | Monaco          | L1              | 29         | -36        | CF+CdL          | 0+2             | -4              | -                  | -                  | -                  | -           | -           | -           | 31     | -40    |
| 2008-2009       | Monaco          | L1              | 4          | -2         | CF+CdL          | 0+1             | -1              | -                  | -                  | -                  | -           | -           | -           | 5      | -3     |
| 2009-2010       | Milan           | A               | 0          | 0          | CI              | 0               | 0               | UCL                | 0                  | 0                  | -           | -           | -           | 0      | 0      |
| 2010-2011       | Milan           | A               | 1          | 0          | CI              | 2               | -1              | UCL                | 0                  | 0                  | -           | -           | -           | 3      | -1     |
| 2011-2012       | Milan           | A               | 0          | 0          | CI              | 0               | 0               | UCL                | 0                  | 0                  | SI          | 0           | 0           | 0      | 0      |
| Totale Milan    | Totale Milan    | Totale Milan    | 1          | 0          |                 | 2               | -1              |                    | 0                  | 0                  |             | 0           | 0           | 3      | -1     |
| 2012-2013       | Monaco          | L2              | 1          | 0          | CF+CdL          | 0               | 0               | -                  | -                  | -                  | -           | -           | -           | 1      | 0      |
| 2013-2014       | Monaco          | L1              | 1          | -1         | CF+CdL          | 0               | 0               | -                  | -                  | -                  | -           | -           | -           | 1      | -1     |
| Totale Monaco   | Totale Monaco   | Totale Monaco   | 205        | -199       |                 | 20              | -14             |                    | 24                 | -28                |             | -           | -           | 249    | -241   |
| Totale          | Totale          | Totale          | 370        | -385       |                 | 42+             | -36+            |                    | 24                 | -28                |             | 0           | 0           | 436+   | -449+  |

### Cronologia delle presenze in nazionale
| Cronologia completa delle presenze e delle reti in nazionale ― Italia | Cronologia completa delle presenze e delle reti in nazionale ― Italia | Cronologia completa delle presenze e delle reti in nazionale ― Italia | Cronologia completa delle presenze e delle reti in nazionale ― Italia | Cronologia completa delle presenze e delle reti in nazionale ― Italia | Cronologia completa delle presenze e delle reti in nazionale ― Italia | Cronologia completa delle presenze e delle reti in nazionale ― Italia | Cronologia completa delle presenze e delle reti in nazionale ― Italia |
| Data                                                                  | Città                                                                 | In casa                                                               | Risultato                                                             | Ospiti                                                                | Competizione                                                          | Reti                                                                  | Note                                                                  |
| --------------------------------------------------------------------- | --------------------------------------------------------------------- | --------------------------------------------------------------------- | --------------------------------------------------------------------- | --------------------------------------------------------------------- | --------------------------------------------------------------------- | --------------------------------------------------------------------- | --------------------------------------------------------------------- |
| 30-3-2005                                                             | Padova                                                                | Italia                                                                | 0 – 0                                                                 | Islanda                                                               | Amichevole                                                            | -                                                                     | 46’                                                                   |
| 11-6-2005                                                             | New York                                                              | Italia                                                                | 1 – 1                                                                 | Ecuador                                                               | Amichevole                                                            | -1                                                                    |                                                                       |
| 17-8-2005                                                             | Dublino                                                               | Irlanda                                                               | 1 – 2                                                                 | Italia                                                                | Amichevole                                                            | -1                                                                    |                                                                       |
| Totale                                                                |                                                                       | Presenze                                                              | 3                                                                     |                                                                       | Reti                                                                  | -2                                                                    |                                                                       |

## Palmarès

### Club

#### Competizioni giovanili
- Campionato Primavera: 1

Lazio: 1994-1995

#### Competizioni nazionali
- Coppa di Lega francese: 1

Monaco: 2002-2003
- Campionato italiano: 1

Milan: 2010-2011
- Supercoppa italiana: 1

Milan: 2011
- Campionato francese di seconda divisione: 1

Monaco: 2012-2013